# Cratesipolis
Cratesipolis, var regerande tyrann i Sicyon mellan 314 f. Kr. och 308 f.Kr.
Hon var gift med Alexander, en av Cassanders generaler, som hade tilldelats befälet över garnisonen i staden Sicyon under diadokerkriget.  Hon beskrivs som vacker, begåvad och handlingskraftig.  
När hennes make mördades år 314, tog hon befälet över stadens garnison och därmed stadens styre, vilket var möjligt på grund av hennes stora popularitet bland soldaterna.  När stadsborna gjorde uppror kväste hon det med sin lojala armés hjälp, korsfäste 30 av rebellerna och höll staden som tyrann för Cassanders räkning.  
Hon övertalades år 308 att överlämna Sicyon till Ptolemaios I. Hon bosatte sig därefter i Patras i Akaja. År 307 hade hon ett berömt samtal med Demetrios I Poliorketes, där de båda attraherades av varandras berömmelse. 
Att en kvinna regerade en grekisk stat genom tyrannvälde var ovanligt (enstaka andra exempel var Mania, Aba och Amastrine).